# Simon MacCorkindale
Simon MacCorkindale est un acteur, réalisateur, scénariste et producteur de cinéma britannique, né le 12 février 1952 à Ely en Angleterre et mort le 14 octobre 2010 dans une clinique de Harley Street à Londres. Il est principalement connu pour avoir interprété Simon Doyle dans le film Mort sur le Nil en 1978 et le Dr Jonathan Chase dans la série Manimal en 1983. Mort d'un cancer, il était l'époux de l'actrice britannique Susan George depuis 1984.

## Filmographie

### Acteur

#### Cinéma
- 1974 : Terreur sur le Britannic (Juggernaut) de Richard Lester : un timonier
- 1978 : Mort sur le Nil (Death on the Nile) de John Guillermin : Simon Doyle
- 1979 : Le Mystère des Sables de Tony Maylam : Arthur Davies
- 1979 : The Quatermass Conclusion (en) de Piers Haggard : Joe Kapp
- 1980 : Cabo Blanco de J. Lee Thompson : Lewis Clarkson, capitaine du HMS Orient Star
- 1982 : An Outpost of Progress de Dorian Walker : Richard Kayerts
- 1982 : L'Épée sauvage (The Sword and the Sorcerer) d'Albert Pyun : le prince Mikah
- 1983 : Les Dents de la mer 3 (Jaws 3-D) de Joe Alves : Philip FitzRoyce
- 1999 : Wing Commander de Chris Roberts : le chef de vol
- 2010 : A Closed Book de Raoul Ruiz : Andrew Boles
- 2010 : Night Wolf (13 Hrs) de Jonathan Glendening : Duncan

#### Téléfilms
- 1976 : Romeo & Juliet  de Joan Kemp-Welch (en) : Paris
- 1981 : Macbeth d'Arthur Allan Seidelman : Macduff
- 1982 : Les Aventuriers de la Sierra-Leone (Falcon's Gold) de Bob Schulz : Hank Richards
- 1984 : Obsessive Love (en) de Steven Hilliard Stern : Glenn Stevens
- 1987 : Shades of Love: Sincerily, Violet (en) de Jim Kaufman et Mort Ransen (en) : Mark Jamieson
- 1989 : La Deuxième Vie du colonel Schraeder (Pursuit) d'Ian Sharp : Manley-Jones
- 1995 : The Way to Dusty Death (en) de Geoffrey Reeve (en) : Johnny Harlow
- 1995 : Sur le coup de minuit (At the Midnight Hour) de Charles Jarrott : Richard
- 1995 : Tel père... tel flic ! (Family of Cops) de Ted Kotcheff : Adam Novacek
- 1996 : Danielle Steel: Un si grand amour (en) (No Greater Love) de Richard T. Heffron : Patrick Kelly
- 1997 : Dors ma jolie (While My Pretty One Sleeps) de Jorge Montesi : Jack Campbell
- 1998 : La Guerre de l'eau de Marc F. Voizard : Peter Gregory
- 1998 : Sur les pistes de la liberté (Running Wild) de Timothy Bond : Walton Baden Smythe
- 1998 : Fatale Innocence (The Girl Next Door) d'Eric Till : Steve Vandermeer
- 2000 : The Dinosaur Hunter de Rick Stevenson (en) : Jack McCabe

#### Séries télévisées
- 1973 : Hawkeye, the Pathfinder : le lieutenant Carter
- 1975 : Sutherland's Law (en) : Ian Sutherland
- 1976 : Hunter's Walk : un homme de maison
- 1976 : Moi Claude empereur (I, Claudius) : Lucius
- 1976 : Beasts (en) : Peter Gilkes
- 1976-1978 : Within These Walls (en) : le Dr Dady
- 1977 : Romance : Paul Verdayne
- 1977 : Jésus de Nazareth : Lucius
- 1977 : Just William (en) : Charlie
- 1978 : The Doombolt Chase (en) : le capitaine de corvette Madock
- 1978 : Life of Shakeaspeare (en) : Thomas Walsingham
- 1979 : Quatermass (en) : Joe Kapp
- 1979 : Shérif, fais-moi peur ! (The Duke of Hazzard)  : Gaylord Duke
- 1980 : La Maison de tous les cauchemars (Hammer House of Horror) : Harry Wells
- 1981 : The Manions of America (en) : David Clement
- 1981 : L'île fantastique (Fantasy Island) : Gaston du Brielle
- 1982 : Pour l'amour du risque (Hart to Hart) : Arthur Roman
- 1982 : Dynastie (Dynasty) : Billy Dawson
- 1983 : Manimal : le Dr Jonathan Chase
- 1984 : Matt Houston : Robert Tyler
- 1984-1986 : Falcon Crest : Greg Reardon
- 1990-1993 : Force de frappe (Counterstrike) : Peter Sinclair
- 1994 : E.N.G. : Maxwell Harding
- 1997 : Nikita : Alec Chandler
- 1998 : Night Man : le Dr Jonathan Chase
- 1999 : Mentors : Oscar Wilde
- 1999 : Poltergeist, les aventuriers du surnaturel (Poltergeist: The Legacy) : Reed Horton
- 2000 : Invasion planète terre (Earth: Final Conflict) : le colonel Denis Robillard
- 2001 : Le Monde des ténèbres (en) (Dark Realm) : Brad Collins
- 2001 : Tessa à la pointe de l'épée (Queen of Swords) : le capitaine Charles Wentworth
- 2001-2002 : Sydney Fox, l'aventurière (Relic Hunter) : Fabrice De Viega/Tafik
- 2002-2008 : Casualty : Harry Harper
- 2004-2005 : Holby City : Harry Harper
- 2005 : Casualty@Holby City (en)  : Harry Harper
- 2010 : Flics toujours (New Tricks) : sir David Bryant

### Producteur
- 1988 : Stealing Heaven de Clive Donner
- 1989 : L'Été des roses blanches de Rajko Grlić
- 1998 : Such a Long Journey de Sturla Gunnarsson (en)
- 2000 : Tessa à la pointe de l'épée (Queen of Swords) (série télévisée)

### Réalisateur
- 1981 : Falcon Crest (série télévisée, épisode Checkmate)
- 1995 : The House That Mary Bought (téléfilm)
- 1999 :  Night Man (série télévisée, épisode Revelations)

### Scénariste
- 1989 : L'Été des roses blanches de Rajko Grlić
- 1995 : The House That Mary Bought (téléfilm)

## Voix françaises
- Richard Darbois dans : (les séries télévisées)
  - Manimal ;
  - Force de frappe ;
  - Poltergeist : Les Aventuriers du surnaturel ;
  - Sydney Fox, l'aventurière.

- Pierre Arditi dans :
  - Cabo Blanco ;
  - L'Épée sauvage.

et aussi
- Jacques Balutin dans Jésus de Nazareth (mini-série)
- Jean Roche dans Mort sur le Nil
- Michel Derain dans Falcon Crest (série télévisée)
- Mario Santini dans Les Dents de la mer 3

## Vie privée
Marié avec l'actrice Fiona Fullerton (10 juillet 1976-1982), divorcé
Marié ensuite avec l'actrice Susan George (5 octobre 1984-14 octobre 2010)